# Avi'el

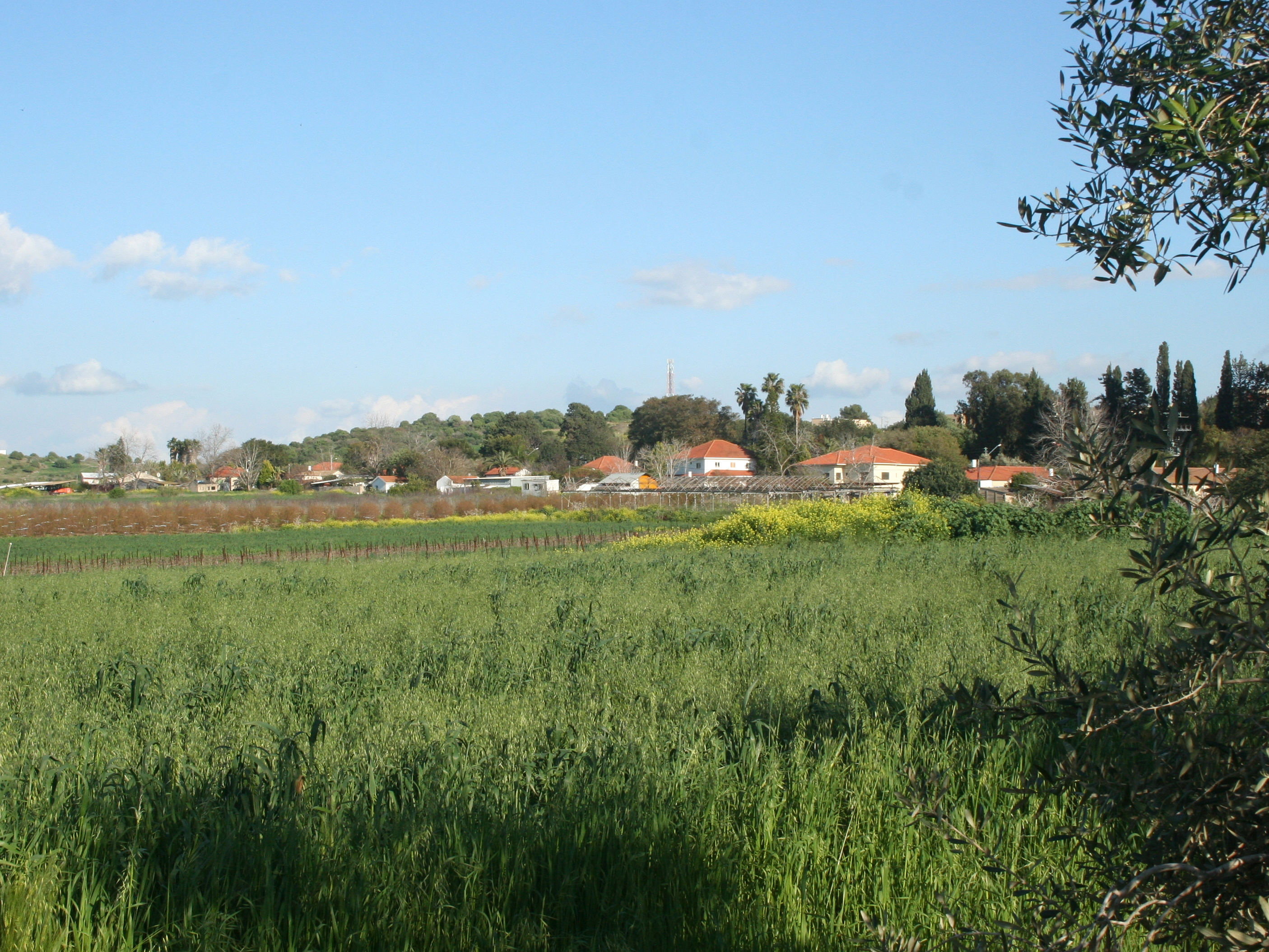

Avi'el (Hebreeuws: אביאל) is een dorp in de regionale raad van Alona. Het dorp ligt in het zuidoostelijke deel van het bergachtige massief van het Karmelgebergte.
Ammiqam · Avi'el · Giv'at Nili